# Düztahir
Düztahir è un comune dell'Azerbaigian situato nel distretto di Qusar. Conta una popolazione di 1.555 abitanti.